# Viatge al centre de la Terra (pel·lícula de 1959)
Viatge al centre de la Terra (títol original en anglès Journey to the Center of the Earth) és una pel·lícula estatunidenca de 1959 dirigida per Henry Levin, adaptada de la novel·la homònima de Jules Verne. L'any 1960 fou nominada als Oscars en les categories d'Oscar a la millor direcció artística per Lyle R. Wheeler, Franz Bachelin, Herman A. Blumenthal, Walter M. Scott, Joseph Kish; Oscar als millors efectes visuals per L. B. Abbott, James B. Gordon, Carlton W. Faulkner; i Oscar al millor so per Carlton W. Faulkner
La pel·lícula conserva la trama de la novel·la de Jules Verne, però se n'allunya àmpliament:
- L'acció de la novel·la comença a Alemanya, a la ciutat d'Hamburg mentre a la pel·lícula, l'acció comença a Escòcia, a Edimburg.
- Els herois a la novel·la són alemanys: el professor Lidenbrok, el seu nebot Axel, la seva promesa Gräuben. A la pel·lícula, són escocesos: el professor sir Oliver Lindenbrook, el seu alumne Alec McEwen i la seva promesa Jenny, a més dels personatges suplementaris com Carla Goetaborg el marit de la qual ha traït la confiança de Lindenbrook i ha estat assassinat pel comte Saknussem, llunyà descendent del primer explorador.

Els monstres que trobarà l'equip no són imatges de síntesi (el 1959, les possibilitats tècniques de Parc Juràssic no existeixen encara), però no desmereixen gens, per al més gran plaer de l'espectador.
Es tracta de fet d'iguanes vestides amb una enorme cresta dorsal, filmats en primer pla i al ralentí per fer-los més espantosos i "incrustats" llavors en la imatge al costat dels humans per semblar enormes per efecte de la perspectiva.
- La cresta dorsal enganxada a l'esquena de les iguanes fa dir a sir Oliver que aquests monstres són dimetrodons.
- A més, un rival de l'expedició del professor va afegir-se a l'acció, es tracta del comte Saknussem, llunyà descendent d'Arne Saknussem del qual reivindica l'"herència".
- Els herois descobreixen la llegendària Atlàntida i és sobre una pedra d'altar atlant que uniran la superfície amb l'ajuda del Stromboli.

## Argument
El professor Lindenbrook està convençut que l'explorador Arne Saknussem, de qui no sap res des de fa temps, ha aconseguit arribar al centre de la Terra. El professor abandona Edimburg i s'aventura amb uns quants amics més en camí del Centre de la Terra, partint d'un cràter islandès.